# Man (Unix)

Comanda man într-un terminal sub Linux

Paginile de manual (în engleză man pages) sunt documentația detaliată care vine preinstalată cu toate sistemele de operare de tip UNIX. man este comanda care afișează această documentație. Fiecare pagină este un document de sine stătător.

## Sintaxă
Pentru a accesa o pagină de manual se folosește comanda
```
man <numele_comenzii>
```

Paginile sunt menționate în mod tradițional folosind notația nume(secțiune): de exemplu, FTP(1). Numele aceeași pagini poate să apară în mai multe secțiuni ale manualului, în special când același nume este un apel de sistem, o comandă, sau un pachet macro: man(1) și man(7), sau exit(2) și exit(3). Sintaxa pentru accesarea unei secțiuni specifice diferă de la sistem la sistem. De exemplu, sub Linux și BSD pentru accesarea fprintf(3) se folosește
```
man 3 printf
```

## Istorie
Ghidul The UNIX Programmer's Manual a fost publicat în 3 noiembrei 1971. Prima pagină de manual a fost scrisă de Dennis Ritchie și Ken Thompson la insistență lui Doug McIlroy în 1971. Pachetul macro troff folosit pentru paginile de manual a fost scris de Ted Dolotta (care a devenit mai târziu primul manager al USG și principalul autor al System III manual). La momentul respectiv, accesul online la informație folosind paginile de manual a fost un avans mare. Până în ziua de astăzi, orice aplicație UNIX vine cu pagina corespunzătoare de manual. Mulți utilizatori UNIX percep lipsa unei pagini de manual ca un semn de calitate scăzută. În decursul timpului, puține alternative pentru paginile de manual au câștigat popularitate, una din ele este proiectul Gnu info care este un sistem hypertext simplu.
Majoritatea aplicațiilor Unix din mediile grafice (cum ar fi cele din Gnome și KDE) au și documentație în format HTML. Această documentație este accesibilă direct din aplicație.
Formatul implicit pentru paginile de manual este troff. Acesta oferă posibilitatea ca pagina de manual să fie trecută într-unul din formatele de tipărire precum PostScript sau PDF. Majoritatea distribuțiilor Linux includ și o comandă man2html care trece pagina în format HTML, astfel încât poate fi accesată dintr-un browser.
În anul 2010, OpenBSD a înlocuit troff cu mandoc. mandoc este un compilator specializat care permite formatarea informației în PostScript, HTML, XHTML sau tipărirea ei într-un terminal.

## Secțiunile manualului
Manualul este împărțit în opt secțiuni organizate după cum urmează:
| Secțiune | Descriere                                          |
| -------- | -------------------------------------------------- |
| 1        | Comenzi generale                                   |
| 2        | Apeluri de sistem (System calls)                   |
| 3        | Funcții din biblioteca C                           |
| 4        | Fișiere speciale (în mod uzual driverele din /dev) |
| 5        | Formate de fișiere și alte convenții               |
| 6        | Jocuri pe calculator și programe screensaver       |
| 7        | Miscellanea                                        |
| 8        | Comenzi de administrare și programe daemon         |

Unix System V folosește o numerotare similară, și ordinea este puțin diferită.
| Secțiune | Descriere                                          |
| -------- | -------------------------------------------------- |
| 1        | Comenzi generale                                   |
| 2        | Apeluri de sistem (System calls)                   |
| 3        | Funcții din biblioteca C                           |
| 4        | [Formate de fișiere și alte convenții              |
| 5        | Miscellanea                                        |
| 6        | Jocuri pe calculator și programe screensaver       |
| 7        | Fișiere speciale (în mod uzual driverele din /dev) |
| 8        | Comenzi de administrare și programe daemon         |

Adițional, pe unele sisteme pot fi găsite și următoarele secțiuni:
| Secțiune | Descriere                             |
| -------- | ------------------------------------- |
| 0        | [Fișiere header (.h) din biblioteca C |
| 9        | funcții kernel                        |
| n        | cuvinte cheie Tcl/Tk                  |
| x        | Sistemul X Windox                     |

Secțiunile sunt subdivizate în continuare cu un sufix, de exemplu secțiunea 3C cuprinde funcțiile bibliotecii C (library calls), 3M este biblioteca matematică, s.a.m.d.
Opțiunile comenzii man pot fi accesate cu comanda man man.

## Formatul paginii
Toate paginile de manual au un format comun, optimizat pentru tipărirea textului pe un display în mod ASCII. Secțiunile standard includ:
NAMENumele comenzii sau funcției, urmată de o scurtă descriere.
SYNOPSISO descriere formală a comenzii sau funcției.
DESCRIPTIONDescriere pe larg a comenzii sau funcției.
EXAMPLESExemple de utilizare.
SEE ALSOO listă de comenzi și funcții similare.
Alte secțiuni pot fi prezente, precum  OPTIONS, EXIT STATUS, ENVIRONMENT, KNOWN BUGS, FILES, AUTHOR, REPORTING BUGS, HISTORY și COPYRIGHT.

## Editarea paginilor de manual
Sub Linux și Mac OS X două pachete macro groff sunt disponibile pentru editarea paginilor de manul, man și mdoc. Pachetul man este mai vechi, mdoc este o variantă nouă și oferă un suport îmbunătățit pentru structurarea semantică a documentelor. Documentația acestor pachete macro se obține cu ajutorul comenzilor man groff_man și man groff_mdoc.
Paginile pot fi inspectate și direct, de obicei fișierele se află în directorul /usr/share/man. Locul exact variază de la sistem la sistem, și poate fi aflat folosind opțiunea -w:
```
$ man -w
/usr/local/share/man:/usr/share/man/ro:/usr/share/man
```

Paginile pot fi convertite și în format PDF astfel:
```
man -t ping | ps2pdf - > ping.pdf
```

### Paginile de manual pentru sisteme de operare specifice
- en  Debian GNU/Linux man pages
- en  DragonFlyBSD manual pages
- en  FreeBSD Hypertext Man Pages including man pages for other Unix operating systems, current and historical.
- en  Gobuntu Manual Pages Arhivat în 5 iunie 2009, la Wayback Machine.
- en  Inferno Manual — Volume 1
- en  Linux and Solaris 10 Man Pages Arhivat în 22 mai 2010, la Wayback Machine.
- en  Linux man pages at die.net
- en  Linux/FreeBSD Man Pages Arhivat în 30 decembrie 2010, la Wayback Machine. with user comments
- en  Mac OS X Manual Pages
- en  Man-Wiki: Linux / Solaris / UNIX / BSD in MediaWiki format
- en  NetBSD manual pages Arhivat în 12 februarie 2015, la Wayback Machine.
- en  On-line UNIX manual pages Arhivat în 30 iunie 2007, la Wayback Machine.
- en  OpenBSD manual pages
- en  OS X command An A-Z Index of the Apple OS X command line
- en  Plan 9 Manual — Volume 1
- en  Storage Foundation Man Pages[nefuncțională]
- en  The UNIX and Linux Forums Man Page Repository with recursive search for multiple OS.
- en  Ubuntu Manpage Repository

| Programe în linia de comandă pentru Unix (mai multe)           | | | |
| Management de fișiere:                                         | cat \| cd \| chmod \| chown \| chgrp \| cksum \| cmp \| cp \| du \| df \| file \| fsck \| ln \| ls \| lsof \| mkdir \| mount \| mv \| pwd \| rm \| rmdir \| split \| touch | cat \| cd \| chmod \| chown \| chgrp \| cksum \| cmp \| cp \| du \| df \| file \| fsck \| ln \| ls \| lsof \| mkdir \| mount \| mv \| pwd \| rm \| rmdir \| split \| touch | cat \| cd \| chmod \| chown \| chgrp \| cksum \| cmp \| cp \| du \| df \| file \| fsck \| ln \| ls \| lsof \| mkdir \| mount \| mv \| pwd \| rm \| rmdir \| split \| touch |
| Management de procese:                                         | at \| chroot \| cron \| exit \| kill \| killall \| nice \| pgrep \| pidof \| pkill \| ps \| pstree \| sleep \| time \| top \| wait                                         | at \| chroot \| cron \| exit \| kill \| killall \| nice \| pgrep \| pidof \| pkill \| ps \| pstree \| sleep \| time \| top \| wait                                         | at \| chroot \| cron \| exit \| kill \| killall \| nice \| pgrep \| pidof \| pkill \| ps \| pstree \| sleep \| time \| top \| wait                                         |
| Management utilizator/mediu:                                   | env \| finger \| id \| mesg \| passwd \| su \| sudo \| uname \| uptime \| w \| wall \| who \| whoami \| write                                                              | env \| finger \| id \| mesg \| passwd \| su \| sudo \| uname \| uptime \| w \| wall \| who \| whoami \| write                                                              | env \| finger \| id \| mesg \| passwd \| su \| sudo \| uname \| uptime \| w \| wall \| who \| whoami \| write                                                              |
| Procesare text:                                                | awk \| comm \| cut \| ed \| ex \| fmt \| head \| iconv \| join \| less \| more \| paste \| sed \| sort \| tac \| tail \| tr \| uniq \| wc \| xargs                         | awk \| comm \| cut \| ed \| ex \| fmt \| head \| iconv \| join \| less \| more \| paste \| sed \| sort \| tac \| tail \| tr \| uniq \| wc \| xargs                         | awk \| comm \| cut \| ed \| ex \| fmt \| head \| iconv \| join \| less \| more \| paste \| sed \| sort \| tac \| tail \| tr \| uniq \| wc \| xargs                         |
| Programare Shell:                                              | basename \| echo \| expr \| false \| printf \| test \| true \| unset | Imprimare: lp | Imprimare: lp |
| Communicații: inetd \| netstat \| ping \| rlogin \| traceroute | Căutare: find \| grep \| strings | Diverse: banner \| bc \| cal \| dd \| man \| size \| yes | Diverse: banner \| bc \| cal \| dd \| man \| size \| yes |